# Sälgtjärnen (Orsa socken, Dalarna)
Sälgtjärnen är en sjö i Orsa kommun i Dalarna och ingår i Dalälvens huvudavrinningsområde.